# Tadeusz Żyliński
Tadeusz Żyliński (ur. 4 listopada 1904 w Wilnie, zm. 11 września 1967 w Łodzi) – polski inżynier mechaniki i włókiennictwa; profesor Politechniki Łódzkiej. Był twórcą polskiej szkoły metrologii włókienniczej. Autor publikacji Metrologia włókiennicza i Nauka o włóknie.